# Theodora Goes Wild
Theodora Goes Wild (bra Pecados de Theodora, ou Os Pecados de Theodora) é um filme norte-americano de 1936, do gênero comédia romântica, dirigido por Ryszard Bolesławski, com roteiro de Sidney Buchman e Mary McCarthy.

## Sinopse
Professorinha tímida do interior escreve um romance picante e, devido ao grande sucesso, precisa viajar a Nova Iorque, onde conhece o ilustrador de seu livro, que tenta seduzi-la porém sem sucesso, pois é casado.

## Prêmios e indicações
| Prêmio     | Categoria     | Recipientes | Situação |
| ---------- | ------------- | ----------- | -------- |
| Oscar 1937 | Melhor atriz  | Irene Dunne | Indicada |
| Oscar 1937 | Melhor edição | Otto Meyer  | Indicado |

## Elenco
| Ator/Atriz       | Personagem       |
| ---------------- | ---------------- |
| Irene Dunne      | Theodora Lynn    |
| Melvyn Douglas   | Michael Grant    |
| Thomas Mitchell  | Jed Waterbury    |
| Thurston Hall    | Arthur Stevenson |
| Elisabeth Risdon | Tia Mary         |
| Margaret McWade  | Tia Elsie        |
| Spring Byington  | Rebecca Perry    |
| Nana Bryant      | Ethel Stevenson  |
| Henry Kolker     | Jonathan Grant   |
| Leona Maricle    | Agnes Grant      |
| Robert Greig     | Tio John         |
| Frederick Burton | Governador Wyatt |

## Produção
Depois de seis anos de papéis sérios (trágicos ou nobres), Irene Dunne fez sua primeira comédia. Como era moda na época, Theodora Goes Wild é uma frenética comédia maluca, produzida por Everett Riskin, cujo irmão roteirista Joseph Riskin deu início ao subgênero em 1934, com It Happened One Night.

## Recepção
Segundo Ken Wlaschin, Theodora Goes Wild é um dos dez melhores filmes, tanto de Irene quanto de Melvyn Douglas.